# 羊の皮をかぶった山羊
『羊の皮をかぶった山羊』（ひつじのかわをかぶったやぎ）は、meiyoの1作目のスタジオ・アルバム。2018年10月27日に各音楽配信サービスにてリリースされた。

## 概要
ワタナベタカシ名義でリリースした『I'm Alone』以来約1年ぶりのリリースとなり、meiyo名義では初のアルバム作品である。
本作は、プロデューサーとして角田陽一郎が参加しており、バンドサウンドを中心とした作品となっている。
2018年11月1日に、本作の発売記念ワンマンライブが行われ、青木慶則をゲストに迎えた他、本作のCD盤が来場者限定でプレゼントされた。
メジャー1stフルアルバム『POP SOS』にて本作の収録曲「魔法の呪文」の再録バージョンが収録される。

## 収録内容
| 全作詞・作曲・編曲: meiyo。 |                        |       |            |      |
| #                           | タイトル               | 作詞  | 作曲・編曲 | 時間 |
| 1.                          | 「魔法の呪文」         | meiyo | meiyo      | 4:36 |
| 2.                          | 「ロードムービー」     | meiyo | meiyo      | 2:58 |
| 3.                          | 「シトラス」           | meiyo | meiyo      | 3:49 |
| 4.                          | 「日々のこと」         | meiyo | meiyo      | 2:20 |
| 5.                          | 「あてのない」         | meiyo | meiyo      | 3:27 |
| 6.                          | 「ゆったりと」         | meiyo | meiyo      | 4:43 |
| 7.                          | 「I'm Alone」          | meiyo | meiyo      | 2:53 |
| 8.                          | 「スーパースター」     | meiyo | meiyo      | 3:35 |
| 9.                          | 「サースティ」         | meiyo | meiyo      | 3:43 |
| 10.                         | 「数字は嘘をつかない」 | meiyo | meiyo      | 3:08 |
| 合計時間:                   | 合計時間:              | 35:12 |            |      |